# أحبك يا رجل (فلم 2014)
أحبك يا رجل (بالتركية: Seni Seviyorum Adamım) فيلم رومانسية ودراما تركي. كتابة واخراج بيراي دالكيران وبطولة غيزام كاراجا، باريش كيليتش، آورتشون كابتان، سرحات أوزجان، وأسومان دابك. عرض الفيلم بصالات السينما في 21 نوفمبر، 2014، وحصد أكثر من 1.474.237₺ خلال 42 اسبوعاً في شباك التذاكر.

## الممثلين والشخصيات
- غيزام كاراجا بدور ايزيل
- باريش كيلتش بدور بيرك

## وصلات خارجية
- مقالات تستعمل روابط فنية بلا صلة مع ويكي بيانات
- أحبك يا رجل على موقع بوكس أوفس، تركيا (بالتركية)